# Бургундське герцогство
Бургу́ндське ге́рцогство (лат. Ducatus Burgundiae; фр. Duché de Bourgogne, нід. Hertogdom Bourgondië) — герцогство у складі Французького королівства, що існувало в у 1032–1477 роках. Створене на частині земель Бургундського королівства, приєднаних за Верденською угодою 843 року до Західного Франкського королівства (майбутнього Французького королівства). Займало терени сучасної східної Франції (Кот-д'Ор та Сона і Луара), західної Німеччини, Бельгії, Люксембургу й Нідерландів. Столиця розташовувался у місті Діжон. Існувало під сюзеренітетом французьких королів. 1477 року повністю інкорпороване до складу Франції.

## Передісторія

### Франкське Бургундське королівство
Походження герцогства пов'язано із франкським Бургундським королівством, що існувало з перервами з VI по VIII століття як одне з трьох основних королівств Меровінгів, поряд із Австразією та Нейстрією. Франкська Бургундія, у свою чергу, займала територію Королівства бургундів, що було підкорене 534 року синами Хлодвіга I. Після утворення імперії Карла Великого, ці землі було включено до складу єдиної Франкської держави.

### Бургундське маркграфство (843—863)

Бургундські графства у IX столітті

На території майбутнього герцогства вже у VIII столітті стали утворюватись графства. Після розгрому арабської армії в битві при Пуатьє, у 733 році Карл Мартел підкорив собі Бургундію, передавши володіння своїм наближеним. Він утворив графства Шалон, де графом став Адалард, й Отен, графом якого став Теодерік.
У 843 році король Карл Лисий передав графства Отен, Осуа і Десмуа графу Гверіну (помер 853 року), що на той час вже володів бургундськими графствами Шалон, Макон і Мермонтуа, що зробило його наймогутнішим феодалом в Бургундії. З цього моменту Гверін став маркграфом або маркізом Бургундії. Його основним місцезнаходженням був Шалон. Маркграфство проіснувало до 864 року, коли граф Гумфрід (Онфруа) висловив непокору Карлу Лисому. Король направив війська до Бургундії і захопив володіння Гумфріда, роздавши їх своїм прихильникам, а сам Гумфрід втік спочатку до Італії, а потім до Швабії.
У 872 році графства Отен, Макон і Шалон знову об'єднав у своїх руках граф Екхард II (810—877 роки), але центром його володінь вже був не Шалон, а Отен. По його смерті графства знову були розділені, але 879 року граф Бозон В'єннський (850—887 роки), власник практично всієї долини Рони і Сони (Прованс, В'єнн, Ліон, Макон, Шароле) приєднав Отен до своїх володінь. Того ж року Бозон був обраний бургундською знаттю королем Бургундії, що призвело до спільного виступу проти нього королів Західного та Східного франкських королівств. Наприкінці 880 року Отен, Безансон, Шалон, Макон і Ліон були захоплені та перейшли під контроль Каролінгів. Отен було віддано брату Бозона, Річарду Заступнику (близько 856—921 років), який зберіг вірність Каролінгам. Отенське графство стало ядром, навколо якого утворилось майбутнє Бургундське герцогство. Послідовно отримавши Невер, Осер, Сенс і Труа, Річард значно збільшив свої володіння. Окрім того, до 898 року сюзеренітет Річарда визнали сімнадцять із вісімнадцяти бургундських графств (окрім Макона, котрий належав герцогу Аквітанії Гільйому I), і король Карл III Простакуватий визнав за ним титул маркграфа Бургундії, 918 року — герцога Бургундії.

## Бургундське герцогство (918— 952)

Бургундія у XI—XII століттях

Річард був досить помітною фігурою в історії Франції. Будучи прибічником Каролінгів, Річард підтримував Карла Простакуватого, що призвело до його протистояння з Робертінами та графом Вермандуа. Ставши наймогутнішим феодалом в Бургундії він проголосив себе маркізом Бургундії, що визнав король Одо I Паризький у 898 році, а в 918 році король Карл Простуватий визнав за Річардом титул герцога Бургундії. Він поширив свій контроль також на єпископства Отен, Лангр і Труа. Оскільки королем Верхньої Бургундії був брат дружини Річарда, Рудольф I, а королем Нижньої Бургундії племінник, Людовик III, зв'язки між двома королівствами і герцогством були дуже тісними.
По смерті короля Одо у 898 році Річард міг претендувати на королівський титул, але він підтримав Карла Простакуватого. Починаючи з 901 року Річард посідав у Королівській раді перше місце.
У цей час почастішали набіги норманів на Францію. У 888 році вони дійшли до Бургундії, де спустошили місто Базель. У 892 й 898 роках Річард зміг успішно відбити чергові набіги норманів, а 911 року в союзі із Робертом Нейстрійським та Еблем де Пуатьє розбив норманів на чолі із Ролло при Шартрі. У 918 році Річарда проголосили герцогом Бургундії. Столицю він переніс із Отена до Діжона.
Після смерті Річарда у 921 році йому спадкував старший син Рауль, а другий син, Гуго Чорний, став архіграфом Бургундії. Після загибелі короля Роберта I в битві при Суассоні у 923 році, ряд крупних феодалів королівства, не бажаючи передавати корону Карлу Простакуватому, влаштували вибори короля. Син Роберта Гуго Великий розумно відмовився від корони (він остерігався, що із залишенням своїх графств втратить свій вплив на магнатів). Після цього вибір баронів зупинився на Раулі Бургундському, одруженого із дочкою Роберта, і 13 липня 923 року його коронували у Сен-Медарі де Суассон.
Восени 924 року до Бургундії з північного заходу вдерлись нормани на чолі з нормандським герцогом Ролло, розкрадаючи все на своєму шляху. Король Рауль в цей час перебував у Лотарингії, а дорогу армії перетнули графи Манассія II Лангрський та Гарньє де Труа. Зрештою Гарньє загинув, але напад було відбито за допомогою Гуго Великого та Рауля. Нормани були розбиті, Рауль переслідував їх до Нормандії, поки Ролло не запросив миру. В обмін на його обіцянку припинити розбійницькі набіги, Рауль подарував йому ряд територій. Наприкінці того ж року, 6 грудня 924 року, Рауль під Шальмоном завдав страшної поразки іншому вождю вікінгів, Рагенольду. Того ж року Рауль провів у Отені й Шалоні декілька асамблей, щоб нейтралізувати бургундських сеньйорів, перед усім графа Шалона Жильбера.
Влітку 925 року нормани знову порушили мир. Рауль за допомогою Герберта II де Вермандуа, Ельго де Понтьє, Арнульфа I Фландрського та його брата Адалольфа Булонського, знову здобув крупну перемогу. Однак, наступного року нормани взяли реванш й у битві під Фокембергом (поблизу Теруанна) розбили королівське військо. У цій битві загинув Ельго де Понтьє, а Рауль, тяжко поранений, відступив до Лана. Нормани спустошили землі аж до кордонів з Лотарингією.
926 року помер Роже I, граф Ланнуа, і Герберт II де Вермандуа вимагав графство Ланнуа для свого старшого сина, Еда. Рауль чинив цьому перепони, але зрештою поступився, остерігаючись, що Герберт II звільнить Карла Простакуватого, якого той утримував в ув'язненні в Перонні.
По смерті Карла Простакуватого 7 жовтня 929 року, позиції Рауля значно посилились. Ряд крупних васалів корони визнали його королем. Так, у 930 році норманський герцог Вільгельм Довгий Меч, який змінив свого батька Ролло, приніс йому омаж. Також присягнув Раулю його кузен, граф Вьєнна Карл-Костянтин, завдяки чому до сфери впливу французького королівства увійшли Ліонне та Вьєннуа.
Однак, Герберт II де Вермандуа не заспокоївся і того ж року захопив замок Вітрі-ан-Пертуа, що належав Бозону, молодшому брату Рауля. У відповідь на це, Рауль у союзі з Гуго Великим почав війну з Гербертом II. У 931 році їх спільна армія проникла до Реймсу й вигнала архієпископа Гуго, сина Герберта II. Герберт II поступився та віддав Вітрі, Лан, Шато-Тьєррі і Суассон. Однак, невдовзі він отримав допомогу від короля Генріха I Птахолова і спустошив землі навколо Реймса і Лана. Війна закінчилась тим, що Рауль повернув Герберту II всі землі, за винятком Реймса, Шато-Тьєррі та Лана.
У 931/932 роках Рауль був змушений боротися проти заколоту графів Шалону Жильбера і Сенса Річарда, який спричинила конфіскація королем замку Авалон.
У 935 році до Шампані та Бургундії вдерлись угорці. Рауль завдав їм поразки та відкинув їх за межі свого королівства. Того ж року Рауль уклав угоду з королем Німеччини Генріхом Птахоловом стосовно Лотарингії, яка лишилась у складі Німеччини. Брат Рауля, Бозон, що володів у Лотарингії абатствами Мармутьє та Реміремон, а також рядом інших земель, присягнув королю Генріху. Тоді ж Рауль призначив Бозона, сина графа Сенса Гарньє, віконтом Діжону.
15 січня 936 року, після 13 років неспокійного царювання, король Рауль несподівано помер в Осері від «заразної хвороби», якою була на ті часи натуральна віспа. В Бургундії йому спадкував брат Гуго Чорний, який не став претендувати на королівський титул. Окрім герцогства Бургундія він володів графствами Макон та Ліон.
Гуго Чорний відмовився визнати королем Людовика IV Заморського. Людовик і Гуго Великий захопили Лангр і Пінічну Бургундію. Восени Гуго Чорний уклав мир з королем, за яким ряд графств у Північній Бургундії (Осерр, Труа, Сенс) відійшли до Гуго Великого, а Південна Бургундія з Лангром, Діжоном та абатством Сен-Жермен залишились у руках Гуго Чорного. У 937 році Гуго Чорний підтримував короля в походах до Лотарингії, а також у вторгненні до володінь Бургундії на лівому березі Сони (майбутнє Бургунське графство або Франш-Конте), скориставшись малолітством короля Бургундії Конрада. Але після вторгнення короля Німеччини Оттона I Великого у 940 році Гуго був змушений здатись й пообіцяв Оттону лишитись поза боротьбою.
Після смерті Гуго Чорного у 952 році герцогство перейшло до його шурина Жильбера де Вержі, графа Шалона. Але у нього не було синів, тому ще за життя Жильбер передав усі права на герцогство Гуго Великому, який одружив зі старшою дочкою Жильбера, Лієгардою, свого другого сина Одо, який зрештою успадкував після смерті Жильбера у 956 році Бургундію. Друга дочка, Аделаїда, вийшла заміж за Ламберта, молодшого сина Роберта, віконта Діжону, подарувавши йому Шалон.
Два місяці по смерті герцога Жильбера помер Гуго Великий, лишивши трьох малолітніх синів (Гуго Капета, Одо та Еда-Генріха), опікуном яких став герцог Нормандії Річард I. Оскільки Одо був неповнолітнім, то король Франції Лотар далеко не одразу погодився дарувати тому інвеституру на герцогство.
У 957 році в Бургундії спалахнув заколот графа Мо Роберта, одруженого з молодшою дочкою Жильбера, Аделлю/Верре, який пред'явив права на частину Бургундії. Король Лотар здійснив похід до Бургундії, в результаті чого Роберт був змушений підкоритись і здатись на милість короля. У підсумку Роберту, судячи з усього, дісталось графство Труа.
На початку 958 року повстав інший бургундський сеньйор. Рауль, віконт Діжону, старший брат графа Шалону Ламберта, вирішив збільшити свої володіння за рахунок спадщини Жильбера. Він захопив дружину Оттона Лієгарду, а також замок Бон. За словами хроніста, він одружився з нею. Але цей нахабний задум успіху не мав, 1 травня Оттон отримав назад Бон і дружину.

## Під владою Робертинів
Восени 958 року король Лотар здійснив новий похід до Бургундії. 11 листопада цього року в селі Марзі під Невером було зібрано асамблею, ворожу герцогу Аквітанії Гільйому Патлатому, де король вирішив підтримати претензії Робертинів на Аквітанське герцогство. Але невдовзі між королем і Гуго Капетом відбувся розкол, оскільки король вирішив присвоїти собі декілька бургундських міст, включаючи Діжон. Він поводив себе в Бургундії як суверенний государ. Це викликало гнів Робертинів. Лише втручання Бруно, герцога Лотарингії, що доводився їм дядьком, який поспіхом прибув до Бургундії з Лотарингською армією, дозволило уникнути війни. Примирити супротивників йому не вдалось, але вони уклали перемир'я.
У 959 році знову повстав Роберт, граф Труа, що намагався домогтись головування в Бургундії. Він захопив Діжон, що став до того часу найбільш значущим містом у герцогстві. Він зміг вигнати звідти королівський гарнізон. Король Лотар був змушений запросити допомоги Бруно. В жовтні французька і лотарінгська армії взяли в облогу Діжон, але невдовзі на допомогу Річарду прийшов його син Аршамбо, архієпископ Санса, разом з графом Санса Ренаром Старим, які розбили саксонську армію. Бруно був змушений повернутись до Лотарингії, зняв облогу і Лотар. Воєнні дії відновились восени 960 роеку. Лотар взяв в облогу Діжон, Бруно — Труа. Лише наприкінці 960 року Лотар зміг захопити Діжон.
960 року Бруно вдалось помирити Лотара і Робертинів. Гуго Капет і Одо принесли королю присягу вірності. В результаті Одо 7 квітня 961 року нарешті отримав Бургундське герцогство. Але реально в Бургундії Одо належали тільки графства Отен, Бон і Невер. Всю решту Бургундії розділили на численні графства — Шалон, Діжон, Макон, Тоннер, Груа, Санс, тощо, цілком незалежні від герцога. Також великі володіння мали єпископи Осера, Лангра і Шалона. Внаслідок цього, герцог Бургундський був набагато слабшим за короля, який мав у герцогстві відчутний вплив. Він зберіг за собою головне місто герцогства Діжон, а також Лангр. Він призначав архієпископів Санса, єпископів Лангра й Осера.
Одо помер 23 лютого 965 року бездітним. Бургундські сеньйори, не довідавшись думки короля, обрали своїм герцогом Еда-Генріха (бл. 948—1002 років), молодшого брата Одо. До цього з 956 року він володів Неверським графством. Король, що мав свої види на Бургундію, знову посварився з Робертинами. Лише у вересні Бруно, незадовго до своєї смерті, зміг примирити своїх племінників. Ймовірно тоді Лотар затвердив герцогство за Едом-Генріхом.
У 967 році король Лотар знову побував у Бургундії, 30 серпня в Діжоні передав єпископу Лангра Ашарду графство Діжон.
971 року Ед-Генріх надав притулок в Отені колишньому королю Італії Адальберту II Іврейському з дружиною та сином. Того ж року він зблизився із графом Шалону Ламбертом, що став його другом до самої смерті. Цей союз було закріплено після смерті Адальберта, коли 972 року Ед-Генріх одружився із його вдовою Гербергою, дочкою Ламберта. Окрім того, Ед-Генріх виховав сина Адальберта, Отто-Гільйома, призначаючи йому герцогство по собі (своїх синів у нього не було). У 973 році єпископ Лангра поступився герцогу замком Шатільйон-сюр-Сьєн.
976 року Ед-Генріх одружив свого пасинка з Ерментрудою де Русі, вдовою графа Обрі II, завдяки чому він у 982 році успадкував графства Макон та Отр-Саон (d'Outre-Saone). У 978 році Ед-Генріх здійснив разом з королем Лотарем похід проти імператора Оттона II.
У 978 році Ед-Генріх передав своєму пасинку Отто-Гільйому графство Невер. Того ж року шурин Отто-Гільйома, Бруно де Русі, став графом-єпископом Лангра. У 982 році, після смерті двох синів Обрі II, Отто-Гільйом отримав у володіння графство Макон. У 986 році Ед-Генріх зробив Отто-Гільйома своїм намісником і графом Бургундії. До 987 року Отто-Гільйом поширив свою владу на обидва берега Сони. 989 року він передав графство Невер своєму зятю Ландрі.
Після смерті своєї дружини Герберги, Ед-Генріх одружився вдруге — із Герсендою, дочкою герцога Гасконі Гільйома II. Цей шлюб викликав невдоволення Отто-Гільйома, що остерігався за свою спадщину. Але 996 року Ед-Генріх розлучився, відправивши Герсенду на батьківщину.

## Криза престолонаслідування 1002 року
Генріх Преподобний помер у 1002 році, залишивши двох потенційних спадкоємців: свого племінника Роберта Благочестивого, короля Франції, і свого пасинка Отто-Вільгельма, графа Макона (Французьке королівство) і графа Бургундії (королівство Бургундія), яких Генріх прийняв Роберт претендував на герцогство за своїми подвійними правами феодала і найближчого кровного родича померлого. Отто-Вільям оскаржив свої права як потенційного спадкоємця, розпочавши війну за допомогою свого зятя, графа Ландрі Неверського.
Якби обидві Бургундії були об'єднані, історія, безсумнівно, пішла б іншим шляхом; Бургундія, об'єднана під керівництвом німця Отто-Вільгельма, опинилася б у сфері впливу Священної Римської імперії і вплинула б на баланс сил між французами та німцями. Однак цьому не судилося; Хоча йому знадобилося тринадцять років запеклої та тривалої битви, Роберт зрештою закріпив герцогство для французької корони, отримавши контроль над усіма бургундськими графствами на захід від Сони, включаючи Діжон; перспективи об'єднаної Бургундії зникли, і герцогство незворотно стало французьким за світоглядом.
Деякий час герцогство було частиною королівського домену; але французька корона не могла сподіватися в цей час керувати такою нестабільною територією. Реалії влади в поєднанні з міжусобицями Капетингів: Роберт Благочестивий віддав територію своєму молодшому синові та тезці Роберту I, герцогу Бургундії. Коли король Франції Генріх I, вступивши на престол у складних обставинах (1031), визнав за необхідне забезпечити лояльність Роберта, свого брата, він ще більше посилив права, надані своєму братові (1032). Роберт мав стати герцогом Бургундії; як правитель герцогства, він «насолоджуватиметься вільним володінням ним» і матиме право «передати його своїм спадкоємцям». Майбутні герцоги мали бути вірними лише короні Франції та бути сюзеренами герцогства під верховною владою королів Франції. Роберт із задоволенням погодився на цю домовленість, і почалася епоха герцогів Капетингів.

## Приєднання герцогства до Французького королівства

Французьке королівство у 1030 році
Королівський домен
Герцогство Бургундія

Ед-Генріх помер 15 жовтня 1002 року бездітним. Бургундська знать обрала новим герцогом Отто-Гільйома. Його визнали граф Невера Ландрі, граф-єпископ Лангра Бруно. У підпорядкуванні Отто-Гільйома опинились Отен, Авалон, Діжон та Бон. Ландрі, окрім того, скориставшись з відсутності графа Шалону та єпископа Осера Гуго, захопив Осер.
Проте король Франції Роберт II Побожний не визнав герцогом Отто-Гільйома, вважаючи себе спадкоємцем свого дядька. Підтриманий графом Шалону Гуго і герцогом Нормандії Річардом II, король взяв в облогу Осер. Але, не зумівши взяти його, союзники повернулись до Парижу. Воєнні дії відновили 1004 року. Королівська армія взяла Авалон, який контролювали люди Ландрі Неверського, після тримісячної облоги. Зрештою Отто-Гільйом був змушений підкоритись королю Роберту. За ним визнали володіння й титул графа Бургундії, а також збереження своїх прав рядом графств, що входили до складу герцогства Бургундія (Бомон, Фувен, Ошере).
На початку 1005 року король взяв у облогу Осер і Ландрі, герцог капітулював. В обмін на визнання Роберта він зміг виторгувати собі титул графа Осера й домовився про шлюб свого сина Рено й дочки Роберта Адель.
До 1006 року сторони остаточно помирились, що закріпили шлюбом сина Отто-Гільйома, Рено, з дочкою Річарда II Нормандського. Бургундське герцогство опинилось у підпорядкуванні короля Роберта. Він не проголосив себе герцогом, оскільки король не може бути володарем апанажу, але й не призначив нікого герцогом. Автономію зберегло лише графство-єпископство Лангр.
У 1015 році Роберт II втрутився в конфлікт у Сенсі між графом Ренаром та архієпископом Лієрі за контроль над містом. У результаті в квітні Роберт захопив місто, долучивши його до королівського домену. Саме графство Санс долучили до королівства у 1055 році. Тоді ж Роберт спробував захопити й Діжон, якого контролював архієпископ Лангра. Тільки втручання абата Клюні Оділона завадило королю. Але на початку 1016 року помер архієпископ Бруно. Новий архієпископ Лангра Ламберт передав Діжон королю, відмовившись від своїх прав на нього. В результаті графство Діжон було ліквідовано, а місто Діжон стало столицею герцогства.
У 1017 році Роберт змусив знать визнати герцогом Бургундії свого другого сина Генріха. Але після смерті старшого брата Гуго 1026 року Генріх став спадкоємцем престолу. Батько його коронував у Реймсі. Але проти нього виступив молодший брат Роберт, підтриманий матір'ю. Король постарався помирити синів, але в результаті вони об'єднались і виступили проти нього. Але у підсумку Роберту вдалось захопити Бургундію, після чого сини підкорились йому.
У 1028 році в Бургундії був жорстокий голод. У 1030 році Генріх та Роберт знову повстали проти батька, який був змушений ховатись від них у Бургундії в свого зятя Рено Неверського. За декілька місяців вони помирились.
Після смерті Роберта II 1031 року, йому спадкував Генріх I. Але проти нього повстав молодший брат Роберт, якого підтримувала матір і граф Блуа Ед II. Союзниками Генріха були герцог Нормандії Роберт I, граф Анжу Фульк III Нерра і граф Фландрії Бодуен IV. Міжусобиця тривала два роки. Лише у 1034 році уклали мир, в результаті чого герцогство Бургундія передали Роберту, що став родоначальником Старшого Бургундського дому Робертом I.

## Бургундія під управлінням Капетингів (1034—1361)
Роберт виявив, що йому було надано здебільшого теоретичну силу. У період між правлінням Річарда Юстиціара та Генріха Високоповажного герцогство впало в анархію, стан посилений війною за спадщину між Робертом Благочестивим і графом Отто-Вільямом. Герцоги віддали більшість своїх земель, щоб забезпечити лояльність своїх васалів; отже, вони не мали влади в герцогстві без підтримки та покори своїх васалів. Крім того, абат Клюні вимагав імунітету від світських володарів, тоді як єпископ Лангра був герцогом і пером Франції.
Перед Робертом і його спадкоємцями постало завдання відновлення герцогської вотчини і зміцнення герцогської влади. У цьому, як видно, герцоги добре підходили для завдання: ніхто не був видатним чи видатним чоловіком, який би змітав усю опозицію перед собою; скоріше, вони були наполегливими, методичними, реалістичними, здатними та готовими скористатися будь-якою наданою їм можливістю. Вони використали закон про спадщину в своїх інтересах: Оксуа та Дюсмуа потрапили до рук герцогства через повернення, ці феодали не мали спадкоємця, здатного ними керувати. Вони придбали як землю, так і васалітет, що створило як герцогську спадщину, так і кількість васалів, залежних від герцогів. Вони отримували собі дохід, вимагаючи грошових платежів в обмін на визнання феодальних прав лорда в межах герцогства, вмілим управлінням позиками від єврейських і ломбардських банкірів, ретельним адмініструванням феодальних зборів і готовим продажем імунітетів і справедливості..
Саме герцогство виграло від правління Капетингів. Минав час, держава розбудовувалась і стабілізувалася; навколо герцогів виріс мініатюрний двір, що наслідував королівський двір у Парижі; Jours Generalaux, копія Паризького парламенту, що засідав у Боні; судові пристави були введені над старостами та лордами маєтку, відповідальними за місцеве управління, тоді як герцогство було поділено на п'ять бейліків.
Герцогство дедалі активніше брало участь у Реконкісті в Іспанії наприкінці одинадцятого століття, проводячи кампанію проти мусульманських тайфів і укладаючи шлюбні альянси з іспанським королівством. Донька Роберта Констанція вийшла заміж за короля Леона та Кастилії Альфонсо VI, а його онук Генріх одружився з Терезою Леонською, щоб заснувати португальський дім Бургундії. З початком Першого хрестового походу увага бургундських герцогів переключилася на Святу землю, і Одо I, герцог Бургундії, помер під час хрестового походу 1101 року [3].
Під компетентним керівництвом Роберта II (правління 1271—1306), одного з найбільш відомих герцогів періоду Капетингів, Бургундія досягла нового рівня політичної та економічної видатності. Раніше розвитку герцогства перешкоджало дарування дрібних земель і титулів молодшим синам і дочкам, що зменшувало герцогську скарбницю. Роберт рішуче припинив цю практику, зазначивши у своєму заповіті, що він залишив своєму старшому синові та спадкоємцю Г'ю, а після Г'ю — його спадкоємцю «всі володіння, колишні володіння, сеньйорії та доходи… що належать герцогству». Молодші діти Роберта отримували б лише ренту; оскільки вони були отримані від власності Г'ю, ці молодші діти повинні були б бути зобов'язані сеньйору, щоб забезпечити свій дохід.
Гуго V помер у 1315 році; його брат Одо IV змінив його. Будучи онуком короля Франції Людовика IX від матері, Агнес Французької, він також був швагром двох французьких королів — Людовіка X, одруженого з його сестрою Маргаритою, і Філіпа VI, одруженого з його сестрою Жанною. — і зятем третього, Філіпа V, на дочці якого Жанні III, графині Бургундії, він одружився. Попередні спроби отримати територію через шлюб — Гуго III і Дофіне, Одо III і Ніверне, Гуго IV і Бурбонне — зазнали невдачі; Однак дружина Одо IV Жанна була суверенною графинею Бургундії та Артуа, і цей шлюб знову об'єднав Бургундію.
Однак вони не довго возз'єднувалися. Шлюб герцога Одо та графині Жанни в 1318 році породив лише одну дитину, Філіпа; він одружився з іншою Жанною, спадкоємицею Оверні та Булоні, але вони знову народили лише одну вижилу дитину, Філіпа I, герцога Бургундського, також відомого як Філіп Руврський. Старший Філіп помер перед обома своїми батьками в результаті нещасного випадку з конем у 1346 році; Графиня Жанна III пішла за ним у могилу через рік, а смерть Одо IV у 1349 році поставила виживання герцогства в залежність від виживання молодого герцога, маленької дитини двох з половиною років і останнього по прямій лінії походження від герцога Роберта I.
У спадок Філіп Руврський був герцогом Бургундії з 1349 року. Він уже був графом Бургундії та Артуа після смерті своєї бабусі, графині Жанни Бургундії та Артуа, у 1347 році. На практиці, однак, герцог, який мав його дід продовжував правити цими графствами, як він робив з моменту свого одруження з графинею Жанною, Філіп Руврський був лише дитиною. Зі смертю старого князя герцогство та пов'язані з ним території зникли

## Бургундія Валуа (1363—1477)

Бургундія в 1477 році, після розділу між Французьким королівством та Священною Римською імперією

Під час Столітньої війни, у 1363 році Бургундське герцогство фактично виокремилось з Франції. З півдня воно межувало з Савойським герцогством, на південному заході з Овернью. Вже за Філіпа II Бургундія поглинула Фландрію й Лотарингію. Західним кордоном Бургундії залишилась Шампань. Столицею Бургундії був Діжон. Останнім значним герцогом Бургундії був Карл Сміливий, після його смерті 1477 року і війни за Бургундську спадщину, згідно Арраського (1482) та Сенліського (1493) договорів, бургундські землі були розділені між Французьким королівством (Бургундське герцогство) та Священна Римська імперія (Бургундське графство та Фландрія). Останнім герцогом Бургундії під ім'ям Філіпа IV вважають короля-консорта Кастилії Філіпа I Вродливого.